# Rudarjenje fosfatov na Nauruju
Rudarjenje fosfatov na Nauruju se je pričelo leta 1899, ko je Albert Ellis odkril, da je kamnina iz fosfatove rude z otoka Nauru najbogatejše kakovosti. Gospodarstvo v Nauru je bilo kasneje v celoti odvisno od fosfatov. Zaradi dnevnega kopa fosfatov je prišlo do okoljske katastrofe na otoku. Fosfatni nanosi na otoku so izčrpani že od leta 2000, vendar nekateri manjši rudniki še vedno delujejo.

## Prvo odkritje fosfata
Leta 1896 je Henry Denson, izkušen ladijski častnik za družbo Pacific Island na ladji Lady M, na kratkem postanku na otoku Nauru, našel edinstven kamen. Sprva je mislil, da gre za kos okamnelega lesa. Kot pravi legenda, je Danson mislil iz njega izdelovati otroške frnikole, vendar je kamen usodno končal pred pisarniškimi vrati družbe Sydney.
Leta 1899 je Albert Ellis prinesel vzorec na urad družbe Sydney, kjer so analizirali vzorce kamnin, ki prihajajo iz pacifiških otokov.
Ko je Ellis prvič opazil kamen je mislil, da je fosfat (podobno je bil videti kot fosfat iz Bakerjevega otoka), vendar  so ostali znanstveniki njegovo misel zavrnili. Znanstvenica Denson je menila, da je vzorec le les. Tri mesece kasneje je Ellis sam želel preskusiti svojo teorijo in ugotoviti ali je kamen fosfat. Izkazalo se je, da je kamnina iz fosfatove rude najbogatejše kakovosti.
Tudi na sosednjem otoku Banbana Island (Ocean Island) so našli precejšnje rezerve fosfata.

## Rudarstvo
Ellisovo odkritje fosfata je navdušilo vodstvo družbe Pacific Islands. Družba si je želela urediti pravico in dostop do donosnega vira v Nauru. Pravice do fosfata so želeli imeti: britanska in nemška vlada, ki sta bili za novo organizacijo  pacifiških fosfatnih družb in Jaluit-Gesellschaft (nemška rudarska družba, ki je bila za izkoriščanje fosfata v Nauru do poznega 19. stoletja).
Leta 1906 je bil ustanovljen sporazum v katerem so bile pravice družbe Jaluit-Gesellschaft dodeljene podjetju Pacifiški fosfat (Pacific Phospate) za gotovinsko plačilo 2.000 britanskih funtov, 12.500 britanskih funtov v vrednosti delnic družbe Pacific Phospate in plačilo licenčnin za vsako tono izvoza fosfata.
V samo prvem letu rudarstva je bilo za 11.000 funtov (5.000 kg) fosfata odpeljanega v Avstralijo. Po prvi svetovni je Nauro dovolil izvoz Združenem kraljestvu, Avstraliji in Novi Zelandiji. Ustanovili so Britanske fosfatne komisionarje, ki so prevzeli pravice nad kopanjem fosfata.
Leta 1968 je Nauru postala samostojna neodvisna država. Leta 1970 je nova vlada od Avstralije, za 21 milijonov dolarjev, odkupila vse pravice za poslovanje s fosfatom. Odkup pravic je prinesel spodbudo za razvoj gospodarstva v državi. René Harris je bil predsednik države.

## Naložbe in finance
Vlada je dobiček iz rudarstva prepustila v hrambo otočanov. Slabe naložbe in korporacija so pustile skrbniški sklad skoraj prazen. nauru je bil skoraj obubožan.
V letu 1948 so znašali prihodki iz rudnika fosfata 745.000 $. Približno 2%(14.900 $) prihodkov se je vrnilo Naurujčanom, medtem ko je 1% prihodkov prejela uprava. Leta 1960 je takratnji bodoči predsednik Hammer DeRoburt določil, da naj licenčni dobiček za Naurujčane znaša 22% letno, medtem ko bi se za upravo povečal na 14% letno.
Leta 1988 je Royalty Trust kupil 600 hektarjev (2,4 km²) nezasedenih, stanovanjsko primernih zemljišč v bližini Portlanda v Oregonu. Dokler ni bilo prodanih 75% vseh zemljišč, se je območje imenovalo Forest Heights in je bilo pod nadzorom Nauruja, pozneje pa je območje prešlo v upravljanje združenje domačih lastnikov.
Fosfatno bogastvo v Nauru je bilo izgubljeno in ukradeno. Vlada je leta 2008 poskušala odpisati 1 milijardo dolgov.